# 出田憲二
出田 憲二（いでた けんじ、1923年1月19日 - 2010年10月13日）は、昭和時代後期から平成時代日本の作曲家。平成音楽大学創立者。

## 来歴
熊本県上益城郡御船町出身。料理屋を営む家庭で6人兄弟の次男として出生し、18歳の時に中国大陸へ渡り華北交通のブラスバンド部に入隊したところ才能を見出され、北京音楽院に留学生待遇で入学した。1945年（昭和20年）3月の卒業後、終戦に伴い郷里の熊本へ引き揚げ弟や友人たちと新嶺楽団を結成、トランペットを担当する。この時に結成された楽団は熊本放送交響楽団を経て、九州交響楽団の源流の一つとなっている。
1952年（昭和27年）11月、熊本県警察の警察音楽隊発足と同時に講師へ迎えられ、1958年（昭和33年）より初代楽長となる。県警楽長時代は第15回熊本国体開会式の中央指揮者を務め、国体開催に合わせて制定された「熊本県民の歌」が作曲家としての代表作となっている。
1972年（昭和47年）、学校法人御船学園熊本音楽短期大学を創立し、初代学長に就任。同短大は2005年（平成17年）に改組され、4年制の平成音楽大学となった。
2005年（平成17年）11月旭日中綬章受章。
2010年（平成22年）10月13日死去。享年88（満87歳没）。

## 家族・親族
平成音楽大学学長の出田敬三は長男、マリンバ奏者の出田りあは孫。
宝塚歌劇団48期生の風さやかは姪（姉の長女）。

## 主な作品
- 熊本県民の歌（作詞：坂井秀雄、歌：伊藤久男）
- 鎮台さん（作詞：馬場武士、歌：水前寺清子）

### 校歌
- 熊本県立小川工業高等学校校歌（作詞：中村静雄）
- 旧熊本県立水俣工業高等学校校歌（作詞：坂井秀雄）
- 山鹿市立菊鹿中学校校歌（作詞：渡辺恵）
- 球磨村立球磨中学校校歌（作詞：山口白陽）